# Gestreepte waterroofkever
De gestreepte waterroofkever (Graphoderus bilineatus) is een keversoort uit de familie waterroofkevers (Dytiscidae). De wetenschappelijke naam van de soort is voor het eerst geldig gepubliceerd in 1774 door De Geer.
De soort kwam in Nederland en België tot en met de eerste helft van de twintigste eeuw voor, maar verdween daarna geleidelijk uit het landschap. In 2020 werd een mannelijk exemplaar in Drenthe gevangen, wat sinds 1950 niet meer was gebeurd, in 2023 in Wormerland -nabij Natura2000 gebied- gefotografeerd in een tuinvijver, terwijl in 1976 een exemplaar in Groningen werd gevonden. Het is niet duidelijk of de soort nooit is weggeweest, of dat de soort terug is gekeerd.
De soort wordt als uitgestorven beschouwd in België en het Verenigd Koninkrijk. De EU beschouwt de soort als ernstig bedreigd.